# Ramas mediastínicas de la aorta torácica
Las ramas mediastínicas de la aorta torácica son un grupo de pequeñas arterias que en número variable parten de la aorta torácica e irrigan diferentes estructuras situadas en el mediastino posterior, incluyendo tejido conectivo, nervios y nódulos linfáticos. No deben confundirse con las arterias mediastínicas anteriores (rami mediastinales arteriae thoracicae internae) que son ramas de la arteria torácica interna.